# Rząd François Bayrou
Rząd François Bayrou – 46. rząd V Republiki Francuskiej urzędujący od grudnia 2024. Powołał go prezydent Emmanuel Macron. Zastąpił funkcjonujący od września 2024 rząd Michela Barniera.
Poprzedni gabinet powstał kilka miesięcy po przedterminowych wyborach parlamentarnych z 30 czerwca i 7 lipca 2024, w wyniku których żadne ze środowisk politycznych nie uzyskało większości w niższej izbie parlamentu. 4 grudnia 2024 Zgromadzenie Narodowe (głównie głosami posłów skrajnie prawicowego Zjednoczenia Narodowego oraz lewicowej koalicji Nowy Front Ludowy) przegłosowało wobec rządu Michela Barniera wotum nieufności. 13 grudnia nowym premierem został François Bayrou z Ruchu Demokratycznego, a dziesięć dni później powołano pozostałych członków nowego gabinetu. Stanowiska ministrów objęli przedstawiciele ugrupowań wspierających prezydenta (wchodzących w skład koalicji skupionej wokół Renaissance) oraz Republikanów.

## Skład rządu w dacie powołania
Ministrowie
- Premier: François Bayrou
- Minister stanu, minister edukacji narodowej, szkolnictwa wyższego i badań naukowych: Élisabeth Borne
- Minister stanu, minister do spraw terytoriów zamorskich: Manuel Valls
- Minister stanu, minister sprawiedliwości i strażnik pieczęci: Gérald Darmanin
- Minister stanu, minister spraw wewnętrznych: Bruno Retailleau
- Minister pracy, zdrowia, solidarności i rodziny: Catherine Vautrin
- Minister gospodarki, finansów oraz suwerenności przemysłowej i cyfrowej: Éric Lombard
- Minister obrony: Sébastien Lecornu
- Minister kultury: Rachida Dati
- Minister planowania terytorialnego i decentralizacji: François Rebsamen
- Minister do spraw Europy i spraw zagranicznych: Jean-Noël Barrot
- Minister transformacji ekologicznej, różnorodności biologicznej, leśnictwa, spraw morskich i rybołówstwa: Agnès Pannier-Runacher
- Minister rolnictwa i suwerenności żywnościowej: Annie Genevard
- Minister działań publicznych, służb publicznych i uproszczenia procedur: Laurent Marcangeli
- Minister sportu, młodzieży i aktywności społecznych: Marie Barsacq

Ministrowie przy ministrach
- Przy ministrze stanu, ministrze edukacji narodowej, szkolnictwa wyższego i badań naukowych

- Minister ds. szkolnictwa wyższego i badań naukowych: Philippe Baptiste

- Przy ministrze stanu, ministrze spraw wewnętrznych

- Minister: François-Noël Buffet

- Przy ministrze pracy, zdrowia, solidarności i rodziny

- Minister ds. pracy i zatrudnienia: Astrid Panosyan-Bouvet
- Minister ds. zdrowia i dostępności opieki społecznej: Yannick Neuder

- Przy ministrze gospodarki, finansów oraz suwerenności przemysłowej i cyfrowej

- Minister ds. rachunków publicznych: Amélie de Montchalin
- Minister ds. przemysłu i energii: Marc Ferracci

- Przy ministrze planowania terytorialnego i decentralizacji

- Minister ds. mieszkalnictwa: Valérie Létard
- Minister ds. transportu: Philippe Tabarot

Ministrowie delegowani
- Przy premierze:

- Minister delegowany ds. kontaktów z parlamentem: Patrick Mignola
- Minister delegowany ds. równości kobiet i mężczyzn oraz zwalczania dyskryminacji: Aurore Bergé
- Minister delegowany i rzeczni prasowy rządu: Sophie Primas

- Przy ministrze pracy, zdrowia, solidarności i rodziny

- Minister delegowany ds. autonomii i osób niepełnosprawnych: Charlotte Parmentier-Lecocq

- Przy ministrze gospodarki, finansów oraz suwerenności przemysłowej i cyfrowej

- Minister delegowany ds. handlu, rzemiosła, małej i średniej przedsiębiorczości, gospodarki społecznej i solidarnościowej: Véronique Louwagie
- Minister delegowany ds. sztucznej inteligencji i technologii cyfrowych: Clara Chappaz
- Minister delegowany ds. turystyki: Nathalie Delattre

- Przy ministrze obrony:

- Minister delegowany ds. upamiętnień i kombatantów: Patricia Mirallès

- Przy ministrze planowania terytorialnego i decentralizacji

- Minister delegowany ds. obszarów wiejskich: Françoise Gatel
- Minister delegowany ds. miast: Juliette Méadel

- Przy ministrze do spraw Europy i spraw zagranicznych

- Minister delegowany ds. Europy: Benjamin Haddad
- Minister delegowany ds. handlu zagranicznego i diaspory: Laurent Saint-Martin
- Minister delegowany ds. Frankofonii i partnerstw międzynarodowych: Thani Mohamed Soilihi